# Bolesław Płachciński
Bolesław Płachciński ps. „Piskorz” (ur. 29 sierpnia 1917 w Kańczudze, zm. 4 stycznia 1945 w Rzeszowie) – plutonowy rezerwy Wojska Polskiego, żołnierz Armii Krajowej walczący w Obwodzie Przeworsk wchodzącym w skład Podokręgu Rzeszów AK.
Syn Romana (majstra murarskiego) i Marii z d. Łysiak. Szkołę powszechną ukończył w 1931 r. w Kańczudze. W 1933 r. zaczął naukę w Zawodowej Szkole Masarskiej w Łańcucie. Ukończył ją w 1936 r. i wstąpił do wojska jako ochotnik. Ukończył szkołę podoficerską i w stopniu kpr. zaw. pozostał w wojsku. Służył w Korpusie Ochrony Pogranicza i Żandarmerii Wojskowej. Uczestniczył w kampanii wrześniowej w 1939 r. Dostał się do niewoli, z której zbiegł i wrócił do Kańczugi. W czasie okupacji niemieckiej mieszkał w Kańczudze.
25 maja 1941 r. został zaprzysiężony przez ppor. Leona Grzebyka (ps. "Skalski") i przydzielony do II plutonu w Placówce ZWZ Kańczuga (krypt. "Kazimierz"). W lecie 1943r. został przeniesiony z Placówki AK Kańczuga do plutonu dyspozycyjnego (dywersyjnego) Komendy Obwodu AK Przeworsk, w którym objął dowództwo drużyny dywersyjnej. Brał udział w licznych akcjach przeciwko okupantowi niemieckiemu. W nocy z 5/6 kwietnia 1944 r. brał udział w akcji wysadzenia mostu w Tryńczy. W lipcu 1944 r. był dowódcą drużyny w zgrupowaniu partyzanckim, które pod dowództwem kpt. Wojciecha Szczepańskiego ps. „Julian” wyruszyło za San przeciwko nacjonalistom ukraińskim. Brał udział w akcji „Burza” w szeregach II bat. 39 pp AK. 27 lipca 1944 r. uczestniczył w walce z żandarmerią niemiecką w Kańczudze. Po wkroczeniu wojsk sowieckich na Rzeszowszczyznę, wierny złożonej przysiędze, działał nadal w szeregach AK. We wrześniu 1944r. pod dowództwem Jana Belwedera (ps. "Puchacz") brał udział w akcji zabrania drukarni Pikulskiego  w Łańcucie, która miała zapewnić ciągłość wydawania podziemnego pisma inspektoratu AK Przemyśl. Będąc dowódcą plutonu dywersyjnego miał pod sobą 40-u ludzi uzbrojonych wraz ze sprzętem oraz skład broni w ilości: 31 karabinów, 8 pp.Sz., 6 ręcznych karabinów maszynowych, 50 granatów, 4 pistolety, 6 granatów przeciw czołgowych.  2 maja 1945 r. awansowano go ze starszeństwem  od 11 listopada 1944r. do stopnia plutonowego rezerwy. Był wnioskowany do odznaczenia Krzyżem Walecznych.
Bolesław Płachciński należał do antykomunistycznego oddziału Józefa Gołdasza „Grota”. Zdradzony i wydany UB przez Władysława Szawana z Żuklina został aresztowany 9 listopada 1944 r. przez komunistę Tadeusza Szawana przy wsparciu NKWD. Skazany na śmierć wyrokiem Wojskowego Sądu Garnizonowego w Rzeszowie pod przewodnictwem por. Juliana Giemborka, przy udziale sędziów por. Jana Lubaczewskiego i por. Stanisława Różyckiego, za przynależność do tajnej organizacji pod nazwą Ak, mającej na celu obalenie demokratycznego ustroju Państwa Polskiego, stojąc na czele plutonu dywersyjnego składającego się z 40 ludzi(...). Rozstrzelany 4 stycznia 1945 r. o godz. 10:45 przez pluton egzekucyjny składający się z 12 berlingowskich żołnierzy pod dowództwem sierż. Mariana Zwoleńskiego.
W Kańczudze istnieje ulica jego imienia oraz obelisk na cmentarzu komunalnym